# 迪泽
迪泽（法語：Duzey，法語發音：[dyzɛ]）是法国默兹省的一个市镇，位于该省东北部，属于凡尔登区。

## 地理
迪泽（49°21'41"N, 5°38'0"E）面积5.77 平方千米，位于法国大東部大區默兹省，该省份为法国西北部内陆省份，北与比利时接壤，西接马恩省和阿登省，南至上马恩省和孚日省，东临默尔特-摩泽尔省。
与迪泽接壤的市镇（或旧市镇、城区）包括：比伊苏芒日耶讷、米泽赖、努永蓬、皮永、奥坦河畔鲁夫鲁瓦。

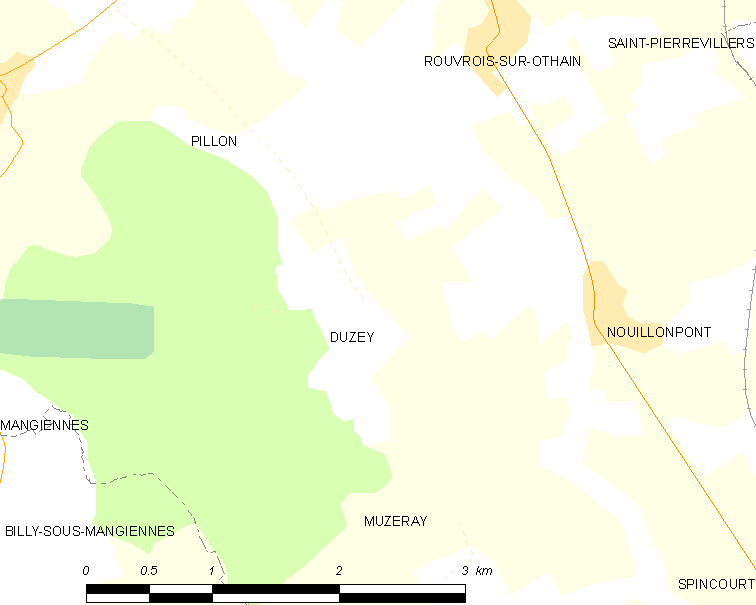
迪泽的OSM定位图

迪泽的时区为UTC+01:00、UTC+02:00（夏令时）。

## 行政
迪泽的邮政编码为55230，INSEE市镇编码为55168。

## 政治
迪泽所属的省级选区为布利尼县。

## 人口

1962-2008年间迪泽人口变化图示

迪泽于2022年1月1日时的人口数量为46人。